# Hell’s Kitchen Česko
Hell’s Kitchen Česko je soutěžní kulinářská reality show vysílaná od roku 2024 na TV Nova. Pořad je českou verzí mezinárodního formátu původně vytvořeného Gordonem Ramseym ve Velké Británii. V této soutěži 16 profesionálních kuchařů soupeří o pozici kreativního šéfkuchaře v jedné z restaurací Radka Kašpárka, později Jana Punčocháře.

## Formát a pravidla soutěže
Hell’s Kitchen Česko je reality show, kde jsou soutěžící rozděleni do dvou týmů, které každý večer soutěží v přípravě kompletního menu pro desítky hostů. Každý den končí eliminací jednoho soutěžícího na základě rozhodnutí šéfkuchaře.
Vítěz získává místo kreativního šéfkuchaře v Kašpárkových/Punčochářových restauracích a finanční odměnu 2,5 milionu korun.

## Soutěžící
| Soutěžící                   | Věk | Umístění  |
| --------------------------- | --- | --------- |
| Sierra Holanová (team ⚫️)   | 29  | 1. místo  |
| Ema Kremská (team ⚫️)       | 26  | 2. místo  |
| Daniel Bureš (team ⚫️)      | 27  | 3. místo  |
| Pavel Švestka (team ⚫️)     | 30  | 4. místo  |
| Daniela Bystrická (team ⚫️) | 26  | 5. místo  |
| Natálie Benk (team 🔴)      | 25  | 6. místo  |
| Václav Kršňák (team 🔴)     | 34  | 7. místo  |
| Miroslav Voňka (team 🔴)    | 33  | 8. místo  |
| Rosie Smolenová (team 🔴)   | 30  | 9. místo  |
| Václav Oboda (team 🔵)      | 31  | 10. místo |
| Izabela Huczalová (team 🔴) | 28  | 11. místo |
| Jakub Jasenovský (team 🔵)  | 46  | 12. místo |
| Antonín Lalák (team 🔵)     | 21  | 13. místo |
| Hibi Ramadanová (team 🔴)   | 31  | 14. místo |
| Silvia Vezzuto (team 🔴)    | 53  | 15. místo |
| Jan Šimulák (team 🔵)       | 42  | 16. místo |

V 13. díle Hell’s Kitchen Česko se soutěžící utkali o 5 černých rondonů, což znamená konec rozdělení na červený a modrý tým – od této chvíle bojují každý sám za sebe!
Soutěžící Daniela Bystrická a Miroslav Voňka byli do 4. dílu v teamech rozdělených podle pohlaví a v 5. díle se prohodili.
Soutěžící Václav Oboda skončil ve 3. díle, potom se v 7. díle vrátil a soutěž definitivně opustil v následujícím 8. díle.
Soutěžící Antonín Lalák a Jakub Jasenovský skončili společně v 6. díle, tudíž oba si dělí 13. až 12. místo v soutěži.
Soutěžící Ema Kremská a Václav Kršňák byli do 9. dílu v teamech rozdělených podle pohlaví a v 10. díle se prohodili.

## Produkce a vysílání
Pořad produkovala TV Nova s rozsáhlým technickým zázemím zahrnujícím 59 kamer, včetně studiových a remote kamer, které monitorovaly dění v kuchyni i v ubytovacích prostorách. Premiéra proběhla 28. srpna 2024 na TV Nova a Voyo. Na jaře roku 2025 bylo oznámeno natáčení druhé řady. Původní moderátor šéfkuchař Radek Kašpárek oznámil, že si chce dát od pořadu pauzu, přestože původně měl být součástí druhé řady. Post byl přidělen šéfkuchaři Janu Punčochářovi.

## Zajímavosti
- Na natáčení pořadu bylo použito přes 20 kilometrů kabeláže.[2]
- Během natáčení bylo spotřebováno více než 500 kg kostí a 200 kg zeleniny pro přípravu základních vývarů.[2]
- Celkem se používalo 59 kamer (z toho 8 studiových, 45 remote kamer umístěných v ubikaci a v restauraci + 6 externích kamer).[2]
- Na place se během natáčení vystřídalo na 170 členů štábu.[2]